# أحمد الجعيدي
أحمد جمال الجعيدي، لاعب كرة قدم مصري من مواليد السعودية يلعب في نادي غزل المحلة.
وسبق للجعيدي اللعب لنادي الإسماعيلي المصري، وكان قد بدأ مسيرة الاحتراف الكروي في نادي المريخ البورسعيدي. وانتقل إلى نادي الرائد في عام 2018 وانتقل إلى نادي الوشم مطلع عام 2019 ووقع مع نادي أحد في صيف 2019 وانتقل إلى نادي جدة في مطلع عام 2020 ووقع مع نادي البكيرية في مطلع عام 2021.